# Теодору, Элиас
Э́лиас Майкл Теодо́ру (англ. Elias Michael Theodorou; 31 мая 1988, Миссиссога, Онтарио — 11 сентября 2022) — канадский боец смешанного стиля, представитель средней весовой категории. Выступал на профессиональном уровне начиная с 2011 года, был известен прежде всего по участию в турнирах бойцовской организации UFC, победитель бойцовского реалити-шоу The Ultimate Fighter.

## Биография
Элиас Теодору родился 31 мая 1988 года в городе Миссиссога провинции Онтарио, Канада. Имел греческие корни. Учился в местной школе, затем поступил в колледж, где получил степень бакалавра искусств в области творческой рекламы. Ещё на первом курсе колледжа заинтересовался единоборствами и стал посещать занятия по ММА.

### Начало профессиональной карьеры
Дебютировал в смешанных единоборствах на профессиональном уровне в июне 2011 года, выиграв у своего соперника техническим нокаутом. Дрался в различных небольших промоушенах преимущественно на территории провинции Онтарио — из всех поединков выходил победителем. В апреле 2012 года одержал победу на турнире довольно крупной организации Bellator, позже становился чемпионом ECC и NAAFS в средней весовой категории.

### The Ultimate Fighter
Имея в послужном списке восемь побед и ни одного поражения, в декабре 2013 года Теодору попал в число участников популярного бойцовского реалити-шоу The Ultimate Fighter — в данном сезоне бойцы среднего веса из Канады противостояли средневесам из Австралии. Находясь в канадской команде Патрика Коте, благополучно прошёл своих соперников на стадиях четвертьфиналов и полуфиналов, выиграв у обоих решением большинства судей. В финальном решающем поединке в апреле 2014 года встретился с соотечественником Шелдоном Уэсткоттом и победил его техническим нокаутом во втором раунде, став таким образом победителем этого сезона TUF в среднем весе.

### Ultimate Fighting Championship
Благодаря успешному выступлению в шоу TUF Теодору получил возможность подписать контракт с крупнейшей бойцовской организацией мира Ultimate Fighting Championship. Так, уже в том же 2014 году он вышел в октагон против бразильца Бруну Сантуса и взял над ним верх единогласным судейским решением.
В 2015 году техническим нокаутом выиграл у Роджера Нарваэса, но затем потерпел первое в профессиональной карьере поражение — их противостояние с Тиагу Сантусом продлилось всё отведённое время, и в итоге судьи единогласным решением отдали победу бразильцу.
Продолжая регулярно участвовать в боях, в дальнейшем Элиас Теодору победил таких известных бойцов, как Сэм Алви, Сезар Феррейра и Дэниел Келли, однако поединок против Брэда Тавареса проиграл по очкам.

## Смерть
Элиас Теодору умер от рака печени 11 сентября 2022 года в возрасте 34 лет. Некоторое время он боролся с болезнью, которую до самого конца скрывали от общественности.

## Статистика в профессиональном ММА
| Боёв 19  | Побед 16 | Поражений 3 |
| -------- | -------- | ----------- |
| Нокаутом | 5        | 0           |
| Сдачей   | 2        | 0           |
| Решением | 9        | 3           |

| Результат | Рекорд | Соперник        | Способ                        | Турнир                                                   | Дата             | Раунд | Время | Место             | Примечание                                            |
| --------- | ------ | --------------- | ----------------------------- | -------------------------------------------------------- | ---------------- | ----- | ----- | ----------------- | ----------------------------------------------------- |
| Поражение | 16-3   | Дерек Брансон   | Единогласное решение          | UFC Fight Night: Iaquinta vs. Cowboy                     | 4 мая 2019       | 3     | 5:00  | Оттава, Канада    |                                                       |
| Победа    | 16-2   | Эрик Андерс     | Раздельное решение            | UFC 231                                                  | 8 декабря 2018   | 3     | 5:00  | Торонто, Канада   |                                                       |
| Победа    | 15-2   | Тревор Смит     | Единогласное решение          | UFC Fight Night: Thompson vs. Till                       | 27 мая 2018      | 3     | 5:00  | Ливерпуль, Англия |                                                       |
| Победа    | 14-2   | Дэниел Келли    | Единогласное решение          | UFC Fight Night: Werdum vs. Tybura                       | 19 ноября 2017   | 3     | 5:00  | Сидней, Австралия |                                                       |
| Поражение | 13-2   | Брэд Таварес    | Единогласное решение          | The Ultimate Fighter: Redemption Finale                  | 7 июля 2017      | 3     | 5:00  | Лас-Вегас, США    |                                                       |
| Победа    | 13-1   | Сезар Феррейра  | Единогласное решение          | UFC Fight Night: Lewis vs. Browne                        | 19 февраля 2017  | 3     | 5:00  | Галифакс, Канада  |                                                       |
| Победа    | 12-1   | Сэм Алви        | Единогласное решение          | UFC Fight Night: MacDonald vs. Thompson                  | 18 июня 2016     | 3     | 5:00  | Оттава, Канада    |                                                       |
| Поражение | 11-1   | Тиагу Сантус    | Единогласное решение          | UFC Fight Night: Namajunas vs. VanZant                   | 10 декабря 2015  | 3     | 5:00  | Лас-Вегас, США    |                                                       |
| Победа    | 11-0   | Роджер Нарваэс  | TKO (удары руками)            | UFC 185                                                  | 14 марта 2015    | 2     | 4:07  | Даллас, США       |                                                       |
| Победа    | 10-0   | Бруну Сантус    | Единогласное решение          | UFC Fight Night: MacDonald vs. Saffiedine                | 4 октября 2014   | 3     | 5:00  | Галифакс, Канада  |                                                       |
| Победа    | 9-0    | Шелдон Уэсткотт | TKO (удары)                   | The Ultimate Fighter Nations Finale: Bisping vs. Kennedy | 16 апреля 2014   | 2     | 4:41  | Квебек, Канада    | Выиграл The Ultimate Fighter: Nations в среднем весе. |
| Победа    | 8-0    | Тревис Кларк    | TKO (отказ)                   | NAAFS: Rock N Rumble 7                                   | 20 июля 2013     | 2     | 5:00  | Кливленд, США     | Выиграл титул чемпиона NAAFS в среднем весе.          |
| Победа    | 7-0    | Майк Кент       | Сдача (удары руками)          | ECC 17: Rise of Champions                                | 11 мая 2013      | 1     | 1:54  | Галифакс, Канада  | Выиграл вакантный титул чемпиона ECC в среднем весе.  |
| Победа    | 6-0    | Али Мокдад      | Единогласное решение          | Score Fighting Series 7                                  | 23 ноября 2012   | 3     | 5:00  | Гамильтон, Канада |                                                       |
| Победа    | 5-0    | Саймон Марини   | Единогласное решение          | Score Fighting Series 5                                  | 25 августа 2012  | 3     | 5:00  | Гамильтон, Канада |                                                       |
| Победа    | 4-0    | Рич Ликтава     | TKO (отказ)                   | Bellator 64                                              | 6 апреля 2012    | 3     | 0:33  | Уинсор, Канада    | Бой в промежуточном весе 86,2 кг.                     |
| Победа    | 3-0    | Эрик Херберт    | Единогласное решение          | Score Fighting Series 4                                  | 16 марта 2012    | 3     | 5:00  | Гамильтон, Канада |                                                       |
| Победа    | 2-0    | Стив Ходжсон    | Submission (rear-naked choke) | HKFC: School of Hard Knocks 14                           | 23 сентября 2011 | 2     | 1:12  | Калгари, Канада   |                                                       |
| Победа    | 1-0    | Таннер Толман   | TKO (удары)                   | HKFC: School of Hard Knocks 12                           | 17 июня 2011     | 1     | 3:49  | Калгари, Канада   |                                                       |